# Golfo Dulce

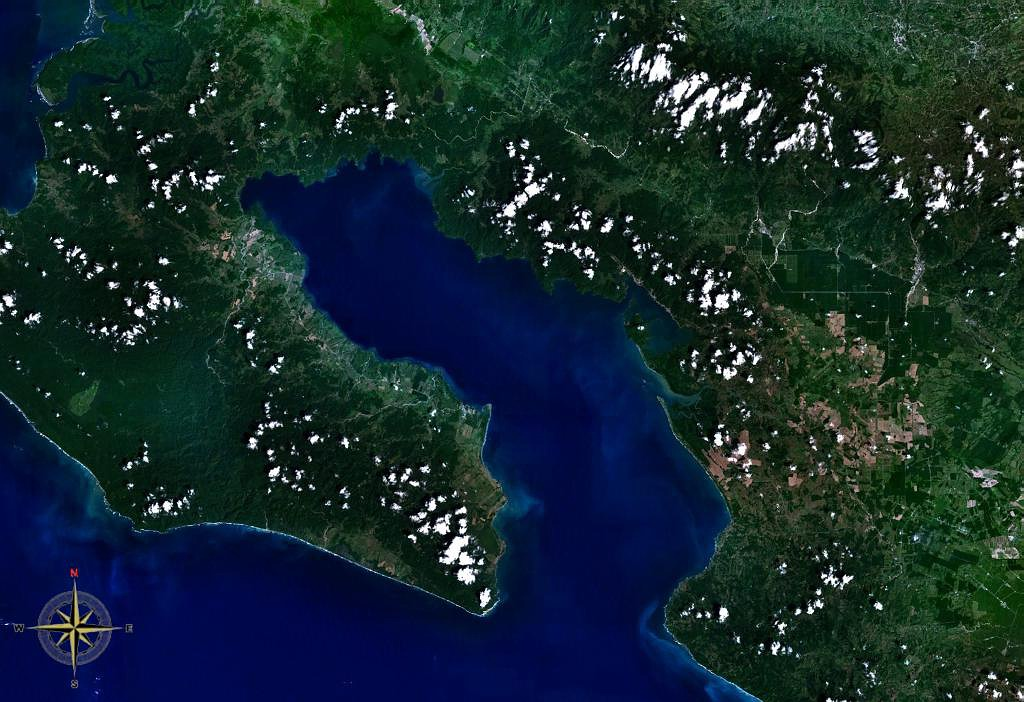
Imagem de satélite.

O golfo Dulce é um pequeno golfo da costa Rica, situado na costa sul desse país, no Oceano Pacífico.
Começa na costa do oceano Pacífico e se estende ao norte antes de virar a oeste. Na parte oeste, encontra-se a cidade de Rincon. A baía se para a península de Osa da parte continenral da Costa Rica.